# Artur Kapela
Artur Kapela (ur. 4 września 1979 w Płocku) – były polski piłkarz, grający na pozycji pomocnika. Obecnie trener IV-ligowego Mazura Gostynin.

## Kariera
Występował w juniorach Jutrzenki Płock. Karierę seniorską rozpoczynał w 1996 roku w Stoczniowcu Płock, a rok później został piłkarzem Wisły Płock (wówczas Petrochemii). W klubie tym grał do 2004 roku. W 2004 roku, mimo zainteresowania ze strony Górnika Polkowice oraz Lechii Gdańsk, został piłkarzem trzecioligowego Znicza Pruszków. W klubie tym grał do 2006 roku. Następnie występował w Mazowszu Płock. Piłkarską karierę kończył w barwach Włocłavii Włocławek.
Studiował na warszawskim AWF i pracował jako nauczyciel wychowania fizycznego. W sezonie 2009/2010 wspólnie ze Zbigniewem Cytryniakiem prowadził zespół rezerw Wisły Płock. Od 5 lipca 2018 trener IV-ligowego Mazura Gostynin.

## Statystyki ligowe
| Sezon     | Klub                | Liga     | Mecze | Gole |
| --------- | ------------------- | -------- | ----- | ---- |
| 1996/1997 | Stoczniowiec Płock  | IV liga  | ?     | ?    |
| 1997/1998 | Petrochemia Płock   | I liga   | 8     | 0    |
| 1998/1999 | Petrochemia Płock   | II liga  | 6     | 0    |
| 1999/2000 | Petro Płock         | I liga   | 12    | 0    |
| 2000/2001 | Orlen Płock         | I liga   | 3     | 0    |
| 2001/2002 | Orlen Płock         | II liga  | 2     | 0    |
| 2002/2003 | Wisła Płock         | I liga   | 0     | 0    |
| 2003/2004 | Wisła II Płock      | IV liga  | ?     | ?    |
| 2004/2005 | Znicz Pruszków      | III liga | ?     | ?    |
| 2005/2006 | Znicz Pruszków      | III liga | ?     | ?    |
| 2006/2007 | Mazowsze Płock      | V liga   | ?     | ?    |
| 2007/2008 | Mazowsze Płock      | V liga   | ?     | ?    |
| 2008/2009 | Włocłavia Włocławek | III liga | 8     | 0    |